# Cenizas
Cenizas è il sesto album in studio del musicista statunitense-cileno Nicolas Jaar, uscito nel 2020.

## Tracce
1. Vanish – 3:11
2. Menysid – 3:58
3. Cenizas – 4:39
4. Agosto – 2:47
5. Gocce – 3:56
6. Mud – 7:13
7. Vacíar – 2:17
8. Sunder – 3:05
9. Hello, Chain – 5:26
10. Rubble – 3:01
11. Garden – 5:25
12. Xerox – 3:19
13. Faith Made of Silk – 5:23

## Accoglienza
| Recensione           | Giudizio |
| -------------------- | -------- |
| BPM                  | 78%      |
| AOTY                 | 85/100   |
| Exclaim!             | 9/10     |
| The Line of Best Fit | 9/10     |
| Metacritic           | 86/100   |
| Pitchfork            | 8.0/10   |

Per Metacritic, che assegna punteggi su 100 tramite le recensioni di critici influenti, l'album ha totalizzato 86 punti sulla base di 6 recensioni.

## Classifiche
| classifica (2020) | Posizione massima |
| ----------------- | ----------------- |
| Belgio(Fiandre)   | 97                |